# Акеспе (Актюбинская область)
Акеспе (каз. Ақеспе) — село в Шалкарском районе Актюбинской области Казахстана. Входит в состав Кишикумского сельского округа. Код КАТО — 156442200.

## Население
В 1999 году население села составляло 96 человек (50 мужчин и 46 женщин). По данным переписи 2009 года, в селе проживали 43 человека (23 мужчины и 20 женщин).